# Deutsche Feldhandball-Meisterschaft 1975
Die Deutsche Feldhandball-Meisterschaft 1975 wurde im Sommer 1975 in einem Endrundenturnier der Regionalmeister ausgespielt. Das Turnier war die 25. und letzte vom DHB ausgerichtete Meisterschaftsrunde im Feldhandball der Männer. Am 10. August 1975 fand in Lübbecke vor 6.000 Zuschauern das Endspiel statt, Spielort war das Stadion Lübbecke in der Obernfelder Allee.
Letzter Deutscher Meister wurde überraschend die TSG Haßloch, die gegen den favorisierten TuS Nettelstedt in dessen eigenem Stadion mit 15:14 knapp gewinnen konnte und damit den ersten Meistertitel der Vereinsgeschichte holte.
Seit 1921 waren in verschiedenen Verbänden Feldhandball-Meisterschaften ausgetragen worden, seit 1934 hatte es Deutsche Meisterschaften in einem Einheitsverband gegeben; seit der Saison 1947 hatte es Deutsche Meisterschaften des DAH/DHB gegeben. Aber nachdem Feldhandball international schon lange bedeutungslos war und auch der Deutsche Handballverband (DHV) in der DDR keine Meisterschaft mehr veranstaltete, war das Ende abzusehen gewesen; mit dieser Meisterschaftsrunde 1975 war die überregionale Geschichte der Sportart Feldhandball auch für den Westen Deutschlands beendet.

## Modus
Wie in der Vorsaison wurde wieder eine Endrunde der Regionalverbände veranstaltet wie zwischen 1947 und 1966. Die Meister der fünf Regionalverbände (Berlin: Landesverband) spielten untereinander die Deutsche Meisterschaft in einer einfachen K.-o.-Runde aus. Zunächst wurde die Teilnehmerzahl durch ein Qualifikationsspiel auf vier reduziert, die Siegermannschaften der beiden anschließenden Halbfinalbegegnungen spielten das Endspiel; weitere Platzierungsspiele wurden nicht durchgeführt.
Die folgenden fünf Regionalverbandsmeister waren für die Teilnahme qualifiziert:
ATSV Habenhausen (Norddeutscher Meister)
TuS Nettelstedt (Westdeutscher Meister)
TSG Haßloch (Südwestdeutscher Meister)
TSV 1895 Oftersheim (Süddeutscher Meister)
Reinickendorfer Füchse (Berliner Meister)

## Turnierverlauf
Eigentlich war alles vorbereitet für den ersten Titelgewinn der Nettelstedter mit dem Endspiel im eigenen Stadion. Nach dem spektakulären Vereinswechsel des herausragenden Einzelspielers der 1960er Jahre, Herbert Lübking, der 1970 vom Lokalrivalen TSV Grün-Weiß Dankersen zum TuS Nettelstedt gekommen war und damit aus der Bundesliga in die Kreisklasse, waren die Nettelstedter Jahr um Jahr aufgestiegen bis in die Regionalliga, damals die zweithöchste Spielklasse im Hallenhandball – und im Feldhandball nach Abschaffung der Bundesliga 1973 die höchste Spielklasse. Außer Lübking hatten sich weitere Nationalspieler dem Verein angeschlossen, und die Feldmeisterschaft 1975 konnte für den Verein der „Fremdenlegionäre“ (Hamburger Abendblatt) als bloße Formsache gelten angesichts dessen, dass die starken Bundesliga-Vereine sich längst allein auf den Hallenhandball konzentrierten.
Gegen die Reinickendorfer Füchse im Halbfinale ließ Nettelstedt auch keinen Zweifel an der Favoritenstellung aufkommen und siegte überlegen, während sich Haßloch im anderen Halbfinalspiel gegen den Süddeutschen Meister nur mühsam durchsetzte. Das Endspiel begann ebenfalls standesgemäß, Nettelstedt führte schnell mit 5:1 und 7:3, aber schon vor der Halbzeit konnte Haßloch aufholen. Teil des Haßlocher Erfolgsrezepts war, dass Lübking in Manndeckung genommen und neutralisiert werden konnte, ihm gelang nur ein einziges Tor.

### Qualifikationsspiel
ATSV Habenhausen – Reinickendorfer Füchse: 10:17

### Halbfinale
26. Juli
Reinickendorfer Füchse – TuS Nettelstedt: 15:22
TSV 1895 Oftersheim – TSG Haßloch: 13:14

### Endspiel
10. August
TuS Nettelstedt – TSG Haßloch: 14:15 (Halbzeit: 8:7)